# Moustadroine Abdou
Pour les articles homonymes, voir Abdou.
Moustadroine Abdou, né le 14 juin 1969, est un homme politique comorien. Président de l'union des Comores par intérim de février à avril 2019, il est le président de l'Assemblée de l'union depuis le 3 avril 2020.

## Biographie
De mai 2016 à mai 2019, il est le vice-président des Comores chargé du ministère de l'Agriculture, de la Pêche, de l'Environnement, de l'Aménagement du Territoire et de l'Urbanisme.
En raison de l'élection présidentielle anticipée de 2019 pour lequel le président sortant Azali Assoumani est candidat, Moustadroine Abdou est nommé président des Comores par intérim du 13 février 2019 au 3 avril 2019.
Il se présente aux élections législatives comoriennes de 2020 dans la circonscription de Sima où il est élu dès le premier tour le 19 janvier 2020 ; il est ensuite élu président de l'Assemblée de l'Union des Comores le 3 avril 2020. Il est réélu au perchoir de l'assemblée, le 4 avril 2025.